# جورج كينارد
جورج كينارد (بالإنجليزية: George Kinard)‏ هو لاعب كرة قدم أمريكية أمريكي، ولد في 9 أكتوبر 1916 في كريستال سبرينغز في الولايات المتحدة، وتوفي في 23 مارس 2000 في مقاطعة رانكين في الولايات المتحدة.